# The Fratellis
The Fratellis est un groupe britannique de rock indépendant, originaire de Glasgow, en Écosse. Leur premier album studio, Costello Music, est paru en 2006, atteignant la 2e place des charts anglais et se vendant à plus d'un million d'exemplaires, soit triple disque de platine. Le deuxième album, Here We Stand, sort en 2008 et culmine à la 5e place au Royaume-Uni, obtenant un disque d'or.
Après une pause de 2009 à 2012, le trio est revenu et a sorti trois albums en 2013, 2015 et 2018.

## Historique

### Débuts (2005-2006)
Le nom du groupe s'inspire du nom de famille porté par les criminels du film Les Goonies. Ils donnent leur premier concert le 4 mars 2005 au O'Henry's de Glasgow, obtenant leur premier passage à la radio en 2005 sur Scotland's Beat 106 (désormais Capital Scotland). Ils signent par la suite chez Fallout Records.
Ils publient leur EP The Fratellis EP le 3 avril 2006, qui contient les chansons Creepin 'Up the Backstairs, Stacie Anne et The Gutterati?. NME proclame alors The Fratellis comme « le nouveau meilleur groupe du Royaume-Uni ». Leur premier single Henrietta, publié le 12 juin 2006, atteint le 19e rang de l'UK Singles Chart.

### Costello Music(2006-2007)
Le groupe publie Costello Music le 11 septembre 2006 et atteint la 2e place de l'UK Albums Chart.

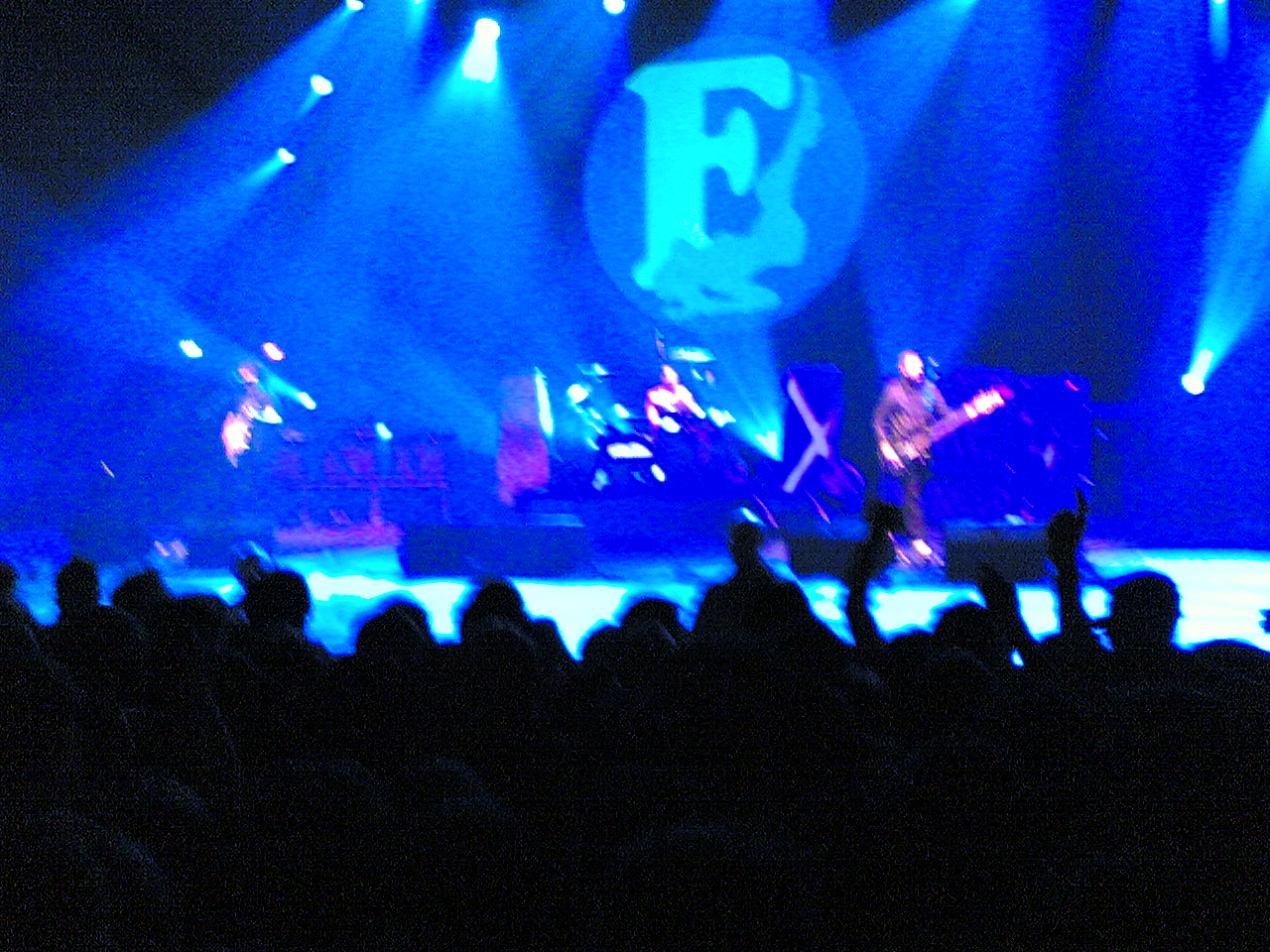
The Fratellis sur scène en 2007.

The Fratellis jouent en première partie du groupe Kasabian en décembre 2006 lors de leur tournée britannique. Ils montent ensuite sur scène à Nottingham, Manchester, Glasgow, Birmingham et Londres.
Après la sortie de l'album, The Fratellis enchaînent une tournée de festivals au Royaume-Uni : le Glastonbury Festival, le Rock 'n' Roll Riot Tour, l'Oxegen et le T in the Park. Ils enregistrent également quelques reprises au cours de l'année dont All Along the Watchtower de Bob Dylan, qui apparaît sur la compilation Radio 1 Established 1967,,.
Le groupe ouvre également les concerts de The Police durant leur tournée The Police Reunion Tour en été 2007 en Amérique du Nord.
The Fratellis enregistrent les reprises All Along the Watchtower (Jimi Hendrix) pour le double album spécial 40 ans dédié à la station Radio 1, Radio 1: Established 1967 ainsi que Solid Gold Easy Action (T. Rex) pour la bande son du film Hot Fuzz d'Edgar Wright, qui comprend le single Baby Fratelli.
Le 1er octobre 2007, les Fratellis sortent Edgy in Brixton au Royaume-Uni, un DVD live enregistré à la Brixton Academy qui comprend l'intégralité de Costello Music. Il est publié aux États-Unis le 30 octobre 2007. Le DVD comprend des performances scéniques de leur album Costello Music, des faces-B issues de divers singles et un nouveau morceau intitulé Pretty Like a Girl. Les extras du DVD comprennent des questions/réponses entre fans et membres des Fratellis.
Le 10 février 2009, trois chansons de l'album, Creepin 'Up the Backstairs, Flathead et Henrietta sont mises à disposition en téléchargement pour le jeu vidéo Rock Band 2.

### Here We Stand(2007-2009)

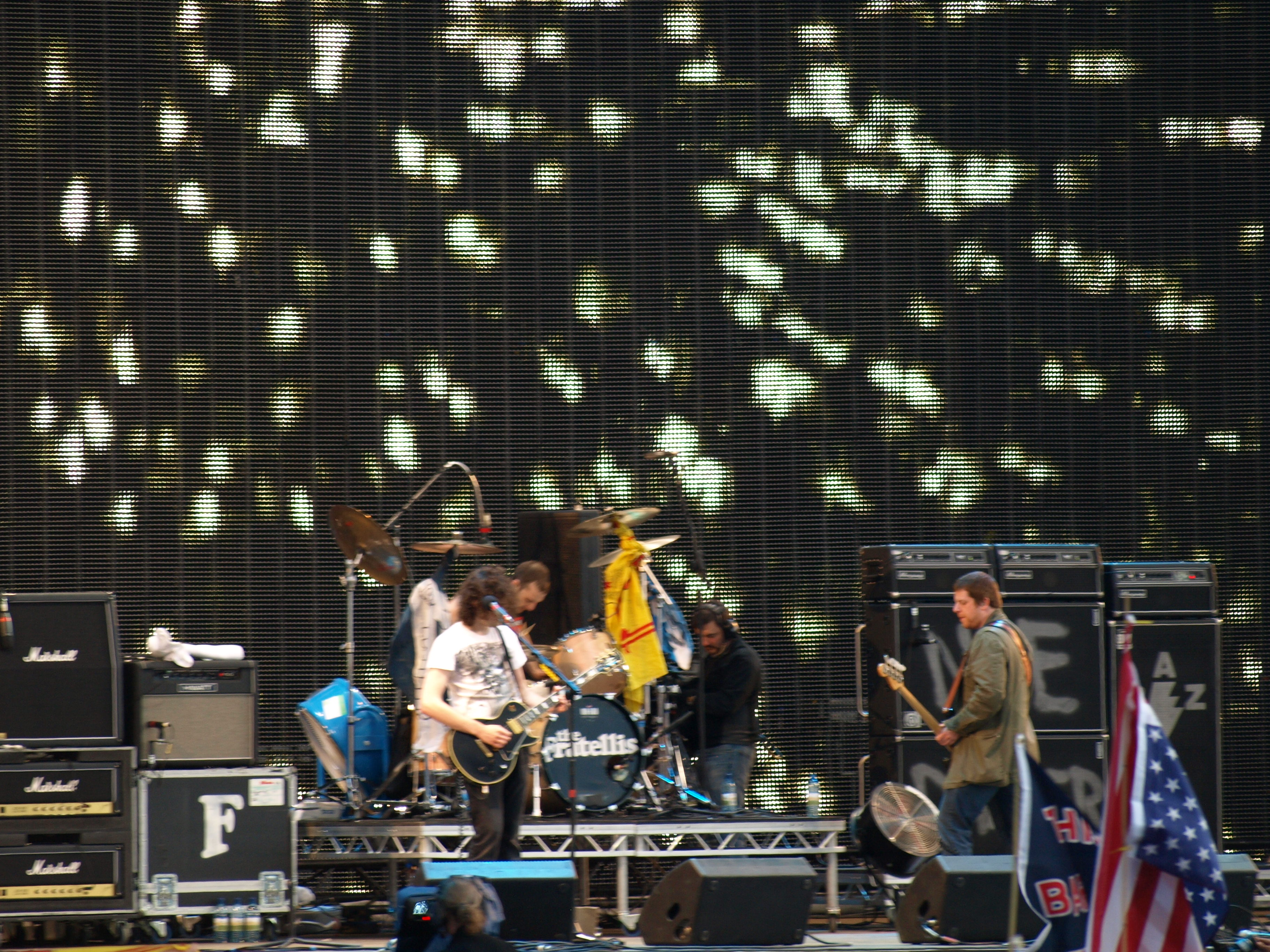
The Fratellis au T in the Park en 2008.

Le 22 février 2008, The Fratellis donnent quelques concerts pour des fans au Queen Margaret Union et dévoilent de nouveaux morceaux. Environ huit nouvelles chansons sont jouées, dont Mistress Mabel, Acid Jazz Singer et Look Out Sunshine!.
De nouveaux musiciens se joignent à la tournée tels que le guitariste Robin Peringer et le claviériste Will Foster. Après un concert au Teenage Cancer Trust en 2008, Peringer quitte le groupe. Will Foster se met alors à la guitare et au clavier pour la suite de concerts.
En 2008, l'album Here We Stand est publié le 9 juin au Royaume-Uni et le 10 juin aux États-Unis. Les Fratellis publient une édition de luxe de l'album le 8 décembre. Cette version comprend en bonus un DVD qui révèle Milk and Money lors du concert filmé le 18 juin 2008 au Fillmore de San Francisco, ainsi que les chansons Flathead et Mistress Mabel enregistrées aux studios d'Abbey Road, les vidéoclips des singles Mistress Mabel et Look Out Sunshine!.
En 2009, le groupe effectue une mini-tournée en Australie et au Japon entre février et mars. Le 27 mai 2009, les Fratellis sont en tête d'affiche du concert anniversaire des 50 ans d'Island Records et interprètent leur morceau Island 50: 50 Years of Island Records.

### We Need Medicine(2012-2014)
Le 15 juin 2012, The Fratellis donnent leur premier concert depuis leur séparation en 2009 afin de récolter des fonds pour l'association Eilidh Brown Memorial Fund. Ils jouent ensuite à Oxford, Leicester et Sheffield et au festival Loopallu.
Durant un concert à l'O2 ABC Glasgow le 26 septembre 2012, ils annoncent une tournée britannique en avril 2013. Pendant la tournée, ils jouent trois nouveaux morceaux : She's Not Gone Yet But She's Leaving, Seven Nights Seven Days et Whiskey Saga.
Le 4 février 2013, The Fratellis finissent d'enregistrer leur troisième album intitulé We Need Medicine et annoncé pour le 7 octobre 2013. Le single Seven Nights Seven Days sort le 29 septembre. L'album est enregistré à Glasgow avec Jon Fratelli et Stuart McCredie à la production.

### Eyes Wide, Tongue Tied(2014–2016)
Lors des vacances de Noël de 2013, The Fratellis annoncent de nouveaux titres et les jouent pour la première fois en concert en 2014.
Too Much Wine est joué durant leur tournée américaine, suivi plus tard de All the Live Long Day (rebaptisé Impostors (Little By Little)). Après la sortie de The Soul Crush EP en 2014, le groupe enregistre un quatrième album à Los Angeles.
Le 1er juin 2015, le groupe annonce le titre de leur nouvel album : Eyes Wide, Tongue Tied. Sa sortie chez Cooking Vinyl est prévue le 21 août 2015.
The Fratellis publient le morceau Me and the Devil sur leur site web suivi du single Baby Don't You Lie To Me. Les deux titres sont disponibles en précommande.
Le groupe révèle le clip de Baby Don't You Lie To Me! le 24 juillet 2015.
À la fin 2016, The Fratellis entament une tournée britannique célébrant les dix ans de la sortie de Costello Music, comprenant 16 dates entre novembre et décembre,.

### In Your Own Sweet Time(depuis 2017)
En 2017, le groupe joue au festival Vicar's Picnic les 14 et 15 juillet et le Lindisfarne Festival entre le 31 août et le 3 septembre,.
Le 29 septembre 2017, le groupe annonce un cinquième album, In Your Own Sweet Time, prévu pour le 9 mars 2018, et une tournée britannique qui débute en mars 2018. L'album est paru en format CD, LP, vinyle orange édition limitée en cassette.

## Membres

### Membres actuels
- Jon Fratelli (John Lawler) - chant, guitare, piano et synthétiseur (depuis 2005)
- Barry Fratelli (Barry Wallace) - basse, chœurs (depuis 2005)
- Mince Fratelli (Gordon McRory) - batterie, chœurs et banjo (depuis 2005)

### Accompagnement en tournée
- Will Foster - synthétiseur, piano (depuis 2008), guitare électrique (2008-2009)
- Ryan Quigley - trompette (depuis 2021)
- Paul Towndrow - saxophone (depuis 2021)
- The Wild Tonics - chœurs (depuis 2021) [17]

## Distinctions
| Date             | Récompense                  | Cérémonie                            |
| ---------------- | --------------------------- | ------------------------------------ |
| 14 February 2007 | Révélation britannique      | BRIT Awards 2007                     |
| 27 Janvier 2008  | Révélation britannique      | European Border Breakers Awards 2008 |
| 4 Juillet 2008   | Meilleur groupe britannique | 33rd Silver Clef Awards 2008         |

## Discographie

### Albums studio
- 2006 : Costello Music
- 2008 : Here We Stand
- 2013 : We Need Medicine
- 2015 : Eyes Wide, Tongue Tied
- 2018 : In Your Own Sweet Time
- 2021 : Half Drunk Under a Full Moon

### EP
- 2006 : The Fratellis EP
- 2007 : The Flathead EP
- 2007 : Ole Black ‘n’ Blue Eyes EP
- 2014 : The Soul Crush EP

### DVD
- 2007 : Edgy in Brixton